# NGC 3245
NGC 3245 je lećasta galaktika u zviježđu Malom lavu.

## Vanjske poveznice
- SEDS: NGC 3245
- (eng.) Revidirani Novi opći katalog
- (eng.) Izvangalaktička baza podataka NASA-e i IPAC-a
- (eng.) Astronomska baza podataka SIMBAD
- (eng.) VizieR